# Театр имени Амадео Рольдана

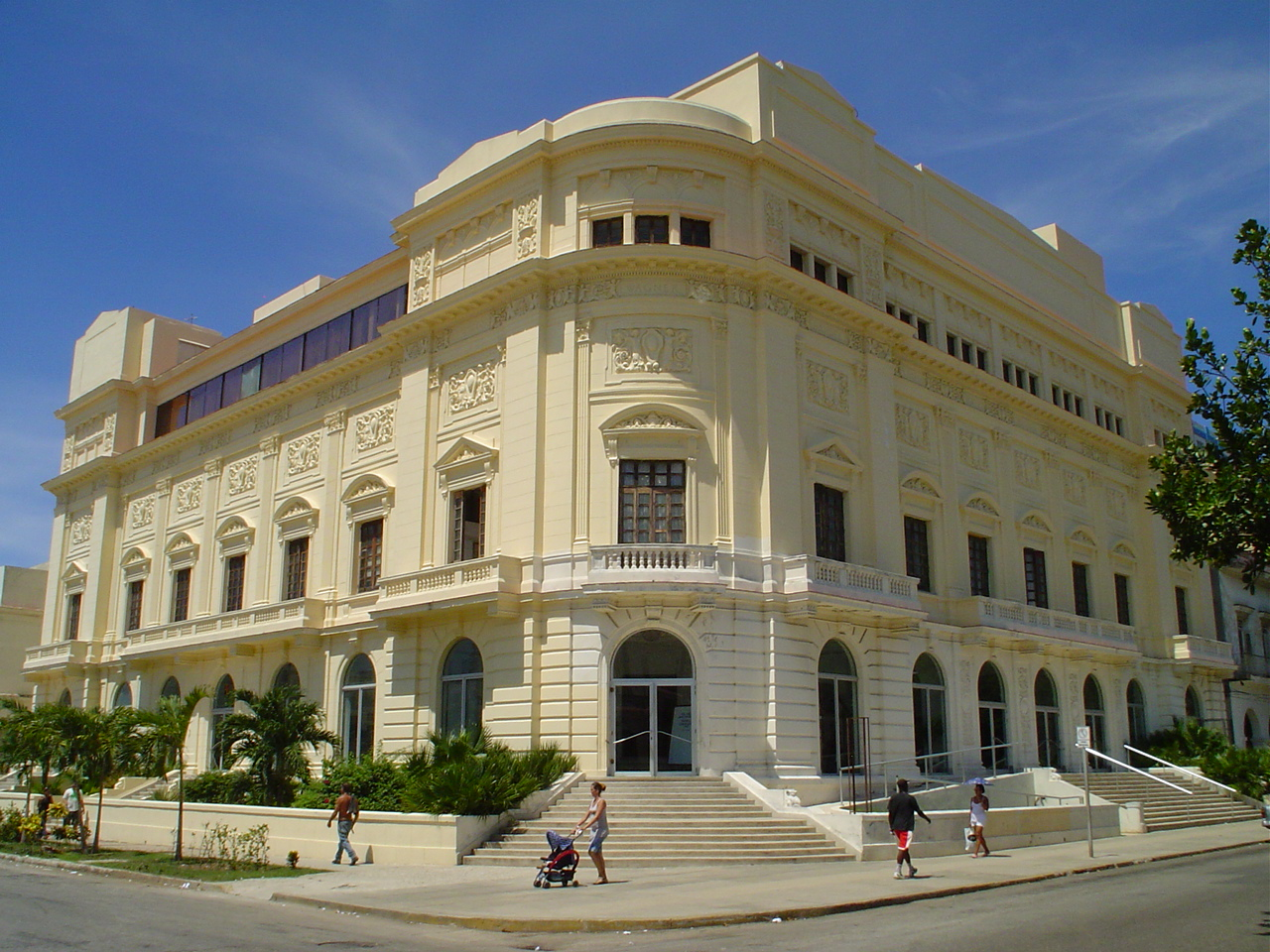
Театр имени Амадео Рольдана (2007)

Театр имени Амадео Рольдана (исп. Teatro Amadeo Roldán) — концертный зал, расположенный в Гаване.
Был построен в 1928 г. как театр Аудиториум по проекту архитекторов Мигеля Анхеля Мунка и Николаса Кинтаны. После Кубинской революции театру было присвоено имя композитора Амадео Рольдана.
30 июня 1977 г. театр был полностью уничтожен пожаром, произошедшим в результате поджога. Его восстановление заняло более 20 лет, и здание вновь открылось для публики 10 апреля 1999 года в полностью перестроенном виде. Нынешний театр Рольдана состоит из двух концертных залов: большой, носящий собственно имя Рольдана, рассчитан на 886 мест и предназначен для больших концертов классической и современной музыки, малый (камерный) зал вмещает 276 слушателей и носит имя Алехандро Гарсиа Катурлы.
Театр Амадео Рольдана является основной концертной площадкой Национального симфонического оркестра Кубы. В нём проходит Международный конкурс пианистов имени Игнасио Сервантеса.